# Tom Brewster
Tom Brewster, född den 10 april 1974 i St Andrews, Skottland, är en brittisk curlingspelare.
Han tog OS-silver i herrarnas curlingturnering i samband med de olympiska curlingtävlingarna 2014 i Sotji.